# Argentine aux Jeux olympiques d'été de 2008
L'Argentine participe aux Jeux olympiques d'été de 2008 à Pékin. Il s'agit de sa 22e participation à des Jeux d'été. Le porte-drapeau de la délégation argentine est le basketteur Emanuel Ginóbili.

## Liste des médaillés argentins

### Médailles d'or
| Sport              | Discipline     | Sportifs | Performance             |
| Médailles d'or : 2 |                | |                         |
| Cyclisme sur piste | Américaine (H) | Juan Esteban Curuchet Walter Pérez | 8 pts                   |
| Football           | Hommes         | Sergio Romero Oscar Ustari Federico Fazio Ezequiel Garay Fabián Monzón Nicolás Pareja Pablo Zabaleta Éver Banega Diego Buonanotte Ángel Di María Fernando Gago Javier Mascherano Juan Román Riquelme José Ernesto Sosa Sergio Agüero Lautaro Acosta Ezequiel Lavezzi Lionel Messi | Argentine 1 - 0 Nigeria |

### Médailles d'argent
| Sport                  | Discipline | Sportifs | Performance |
| Médailles d'argent : 0 |            |          |             |

### Médailles de bronze
| Sport                   | Discipline         | Sportifs | Performance                |
| Médailles de bronze : 4 |                    | |                            |
| Judo                    | Moins de 48 kg (F) | Paula Pareto |                            |
| Voile                   | Tornado (H)        | Santiago Lange Carlos Mauricio Espínola |                            |
| Hockey sur gazon        | Femmes             | Magdalena Aicega Luciana Aymar Noel Barrionuevo Claudia Burkart María de la Paz Hernández Soledad García Mariana González Oliva Alejandra Gulla Giselle Kañevsky Rosario Luchetti Mercedes Margalot Carla Rebecchi Mariana Rossi Mariné Russo Belén Succi Paola Vukojicic | Argentine 3 - 1 Allemagne  |
| Basket-ball             | Hommes             | Luis Scola Emanuel Ginóbili Román González Fabricio Oberto Pablo Prigioni Antonio Porta Carlos Delfino Paolo Quinteros Leonardo Gutiérrez Andrés Nocioni Juan Pedro Gutiérrez Federico Kammerichs                                                                         | Argentine 87 - 75 Lituanie |

## Engagés par sports

### Athlétisme
Hommes
- Jorge Balliengo (disque)
- Germán Chiaraviglio (saut à la perche)
- Juan Ignacio Cerra (marteau)
- Leonardo Price (800m)
- Javier Carriqueo (1500m)
- Juan Manuel Cano (20km marche)
- Pablo Pietrobelli (javelot)
- Germán Lauro (poids)

Femmes
- Rocío Comba (disque)
- Alejandra García (saut à la perche)
- Jennifer Dahlgren (marteau)

#### Hommes
| Epreuve           | Athlète             | Séries      | Séries | Quarts de finale | Quarts de finale | Demi-finales | Demi-finales | Finale       | Finale |
| Epreuve           | Athlète             | Résultat    | Rang   | Résultat         | Rang             | Résultat     | Rang         | Résultat     | Rang   |
| ----------------- | ------------------- | ----------- | ------ | ---------------- | ---------------- | ------------ | ------------ | ------------ | ------ |
| 800 mètres        | Leonardo Price      | 1 min 49.39 | 6e     | -                | -                | -            | -            | -            | -      |
| 1 500 mètres      | Javier Carriqueo    | 3 min 39.36 | 7e     | -                | -                | -            | -            | -            | -      |
| 20 km marche      | Juan Manuel Cano    | NC          | NC     | NC               | NC               | NC           | NC           | 1h 27 min 17 | 40e    |
| Saut à la perche  | Germán Chiaraviglio | /           | /      | -                | -                | -            | -            | -            | -      |
| Lancer du poids   | Germán Lauro        | 19,07m      | 15e    | -                | -                | -            | -            | -            | -      |
| Lancer du disque  | Jorge Balliengo     | 58,82m      | 14e    | -                | -                | -            | -            | -            | -      |
| Lancer du marteau | Juan Ignacio Cerra  | 70,16m      | 16e    | -                | -                | -            | -            | -            | -      |
| Lancer du javelot | Pablo Pietrobelli   | 69,09m      | 16e    | -                | -                | -            | -            | -            | -      |

#### Femmes
| Epreuve           | Athlète           | Séries   | Séries | Quarts de finale | Quarts de finale | Demi-finales | Demi-finales | Finale   | Finale |
| Epreuve           | Athlète           | Résultat | Rang   | Résultat         | Rang             | Résultat     | Rang         | Résultat | Rang   |
| ----------------- | ----------------- | -------- | ------ | ---------------- | ---------------- | ------------ | ------------ | -------- | ------ |
| Saut à la perche  | Alejandra García  | 4,15m    | 16e    | -                | -                | -            | -            | -        | -      |
| Lancer du disque  | Rocío Comba       | 51,36m   | 18e    | -                | -                | -            | -            | -        | -      |
| Lancer du marteau | Jennifer Dahlgren | 66,35m   | 15e    | -                | -                | -            | -            | -        | -      |

### Aviron
Hommes
- Santiago Fernández

Femmes
- Gabriela Best

| Athlète(s)         | Compétition | Série         | Série | Quart de finale | Quart de finale | Demi-finale | Demi-finale | Finale | Finale |
| Athlète(s)         | Compétition | Temps         | Rang  | Temps           | Rang            | Temps       | Rang        | Temps  | Rang   |
| ------------------ | ----------- | ------------- | ----- | --------------- | --------------- | ----------- | ----------- | ------ | ------ |
| Santiago Fernandez | Skiff       | 7 min 38 s 87 | 4e    | 7 min 27 s 60   | 6e              | DNS         | /           | NC     | NC     |

### Basketball
Hommes
L'équipe masculine de basket-ball, championne olympique en titre, s'est qualifiée pour les Jeux olympiques de Pékin en terminant deuxième du Championnat des Amériques de basket-ball 2007 derrière les États-Unis. Ce sera sa cinquième participation olympique.

#### Résultats
| 10 août | Lituanie  | 79- | 75 | Argentine |  |
| 12 août | Argentine | 85- | 68 | Australie |  |
| 14 août | Argentine | 77- | 53 | Croatie   |  |
| 16 août | Iran      | 82- | 97 | Argentine |  |
| 18 août | Argentine | 91- | 78 | Russie    |  |

| Groupe A |                 |     |   |   |     |     |      |
|          | Équipe          | Pts | G | P | PP  | PC  | Diff |
| 1        | Lituanie (+4)   | 9   | 4 | 1 | 425 | 400 | +25  |
| 2        | Argentine (−4)  | 9   | 4 | 1 | 425 | 361 | +64  |
| 3        | Croatie (+15)   | 8   | 3 | 2 | 399 | 380 | +19  |
| 4        | Australie (−15) | 8   | 3 | 2 | 457 | 405 | +52  |
| 5        | Russie          | 6   | 1 | 4 | 387 | 406 | −19  |
| 6        | Iran            | 5   | 0 | 5 | 323 | 464 | −141 |

| Épreuve          | Quart de Finale      | Demi-finale               | Finale / MB             | Rang |
| Épreuve          | Adversaire Résultat  | Adversaire Résultat       | Adversaire Résultat     | Rang |
| ---------------- | -------------------- | ------------------------- | ----------------------- | ---- |
| Tournoi masculin | Grèce Victoire 80-78 | États-Unis Défaite 81-101 | Lituanie Victoire 87-75 |      |

'équipe féminine ne s'est pas qualifiée pour les Jeux.

### Boxe
- Ezequiel Maderna

| Athlète          | Catégorie            | 16e de finale        | 8e de finale        | Quart de finale     | Demi-finale         | Finale              |
| Athlète          | Catégorie            | Adversaire Résultat  | Adversaire Résultat | Adversaire Résultat | Adversaire Résultat | Adversaire Résultat |
| ---------------- | -------------------- | -------------------- | ------------------- | ------------------- | ------------------- | ------------------- |
| Ezequiel Maderna | Poids moyens (-75Kg) | Estrada Défaite 2-10 | -                   | -                   | -                   | -                   |

### Canoë-kayak
Hommes
- Miguel Correa

Femmes
- Estefanía Fontanini

| Athlète               | Compétition | Éliminatoires  | Éliminatoires | Demi-finales   | Demi-finales | Finale A | Finale A |
| Athlète               | Compétition | Temps          | Rang          | Temps          | Rang         | Temps    | Rang     |
| --------------------- | ----------- | -------------- | ------------- | -------------- | ------------ | -------- | -------- |
| Miguel Antonio Correa | K1 500m     | 1 min 39 s 781 | 5e            | 1 min 46 s 422 | 7e           | -        | -        |
| Miguel Antonio Correa | K1 1000m    | 3 min 45 s 695 | 6e            | 3 min 51 s 715 | 9e           | -        | -        |

### Cyclisme

#### BMX
Hommes
- Ramiro Marino Cristian
- Darío Gasco

Femmes
- Gabriela Díaz
- Belén Dutto

| Athlète           | Compétition | Qualifications | Qualifications | Quarts de finale | Quarts de finale | Quarts de finale | Quarts de finale | Quarts de finale | Demi-finales | Demi-finales | Demi-finales | Demi-finales | Demi-finales | Finale   | Finale |
| Athlète           | Compétition | Résultat       | Rang           | Manche 1         | Manche 2         | Manche 3         | Total            | Rang             | Manche 1     | Manche 2     | Manche 3     | Total        | Rang         | Résultat | Rang   |
| ----------------- | ----------- | -------------- | -------------- | ---------------- | ---------------- | ---------------- | ---------------- | ---------------- | ------------ | ------------ | ------------ | ------------ | ------------ | -------- | ------ |
| Ramiro Marino     | BMX hommes  | 36 s 758       | 21e            | 6                | 8                | 6                | 20               | 8e               | -            | -            | -            | -            | -            | -        | -      |
| Cristian Becerine | BMX hommes  | 37 s 253       | 27e            | 2                | 7                | 2                | 11               | 2e               | 5            | 8            | 2            | 15           | 5e           | -        | -      |

#### Route
- Matías Médici
- Juan José Haedo
- Alejandro Borrajo

| Athlète       | Compétition      | Temps         | Rang |
| ------------- | ---------------- | ------------- | ---- |
| Matías Médici | Contre-la-montre | 1 h 07 min 53 | 29e  |

#### Piste
- Juan Esteban Curuchet
- Walter Pérez

| Athlète       | Compétition           | Points | Rang          |
| ------------- | --------------------- | ------ | ------------- |
| Juan Curuchet | Course aux points     | 1      | 18e           |
| Juan Curuchet | Course à l'américaine | 8      | Médaille d'or |
| Juan Curuchet | Course à l'américaine | 8      | Médaille d'or |
| Walter Pérez  | Course à l'américaine | 8      | Médaille d'or |

VTT
| Athlète               | Compétition              | Temps           | Rang |
| --------------------- | ------------------------ | --------------- | ---- |
| Dario Alejandro Gasco | Cross-country VTT hommes | 2 h 07 min 04 s | 27e  |

### Équitation
- José Luis Ortelli (concours complet)
- José María Larocca (saut d'obstacles)

### Escrime
- Alberto Ignacio González Viaggio (fleuret)

### Hockey sur gazon
Femmes
- Paola Vukojicic
- Belén Succi
- Magdalena Aicega
- Mercedes Margalot
- Mariana Rossi
- Noel Barrionuevo
- Gisele Kañevsky
- Claudia Burkart
- Luciana Aymar
- Mariné Russo
- Mariana González Oliva
- Soledad García
- Alejandra Gulla
- María de la Paz Hernández
- Carla Rebecchi
- Rosario Luchetti

### Football
Hommes
- Gardiens : Sergio Romero, Oscar Ustari.
- Défenseurs : Federico Fazio, Ezequiel Garay, Fabián Monzón, Nicolás Pareja, Pablo Zabaleta.
- Milieux : Éver Banega, Diego Buonanotte, Ángel Di María, Fernando Gago, Javier Mascherano, Juan Román Riquelme, José Ernesto Sosa.
- Attaquants : Sergio Agüero, Lautaro Acosta, Ezequiel Lavezzi, Lionel Messi.

Femmes
- Gardiens : Guadalupe Calello, Vanina Correa.
- Défenseurs : Daiana Cardone, Gabriela Chávez, Valeria Cotelo, Eva Nadia González, María Florencia Quiñones.
- Milieux : María Gimena Blanco, Mariela del Carmen Coronel, Marisa Gerez, Florencia Mandrile Núñez, Fabiana Vallejos.
- Attaquants : Analía Almeida, Natalia Gatti, Ludmila Manicler, Emilia Mendieta, Andrea Ojeda, María Belén Potassa.

### Haltérophilie
- Nora Koppel
- Carlos Espeleta

### Judo
- Paula Pareto
- Miguel Albarracín
- Daniela Krukower
- Mariano Bertolotti
- Lorena Briceño
- Emmanuel Lucenti
- Diego Rosatti
- Eduardo Costa
- Sandro López

### Natation
Hommes
- Sergio Andrés Ferreyra
- José Meolans
- Andrés González
- Juan Martín Pereyra
- Eduardo Germán Otero
- Damián Blaum

Femmes
- Georgina Bardach
- Cecilia Biagioli
- Agustina De Giovanni
- Liliana Guiscardo
- Aguas Abiertas
- Antonella Bogarín

### Taekwondo
- Vanina Sánchez Berón

### Tennis
Hommes
- David Nalbandian (simple, double avec Guillermo Cañas)
- Juan Mónaco (simple, double avec Agustín Calleri)
- Guillermo Cañas (simple, double avec David Nalbandian)
- Agustín Calleri (simple, double avec Juan Mónaco)

Femmes
- Gisela Dulko (simple, double)
- Betina Jozami (double)

### Tennis de table
- Liu Song
- Pablo Ariel Tabachnik

### Tir
- Juan Carlos Dasque

### Voile
- Mariano Reutemann
- Florencia Gutierrez
- Santiago Lange
- Carlos Espínola
- Julio Alsogaray
- Cecilia Carranza
- Javier Conte
- Juan de la Fuente
- María Fernanda Sesto
- Consuelo Monsegur

### Volleyball

#### Volleyball de plage
Hommes
- Martin Alejo Conde
- Mariano Joaquin Baracetti